# Marco Campos
Marco Campos, född den 24 februari 1976 i Curitiba, Brasilien, död den 13 oktober 1995 i Paris, Frankrike var en brasiliansk racerförare, som förolyckades på Magny-Cours 1995. Campos kraschade in i en annan bil i Adelaide och blev luftburen och huvudet skrapade mot barriären. Han fördes till Paris, men hans liv gick inte att rädda. Campos blev 19 år gammal.